# Asphodeline liburnica
Asphodeline liburnica är en grästrädsväxtart som först beskrevs av Giovanni Antonio Scopoli, och fick sitt nu gällande namn av Heinrich Gottlieb Ludwig Reichenbach. Asphodeline liburnica ingår i släktet junkerliljor, och familjen grästrädsväxter. Inga underarter finns listade i Catalogue of Life.